# آدولف بچمیر
آدولف بچمیر (انگلیسی: Adolph Bachmeier; ۱۳ اکتبر ۱۹۳۷ – ۲۱ ژوئیهٔ ۲۰۱۶) بازیکن فوتبال اهل ایالات متحده آمریکا بود.
از باشگاه‌هایی که در آن بازی کرده‌است می‌توان به اشاره کرد.
وی همچنین در تیم ملی فوتبال ایالات متحده آمریکا بازی کرده‌است.